# 阿德謝尼鄉
48°04′N 26°56′E / 48.067°N 26.933°E
阿德謝尼鄉（羅馬尼亞語：Comuna Adășeni, Botoșani），是羅馬尼亞的鄉份，位於該國東北部，由博托沙尼縣負責管轄，面積23平方公里，海拔高度190米，2007年人口1,556，人口密度每平方公里68人。